# Hollywood Storm
Hollywood Storm ist ein kanadischer englischsprachiger Kategorie-B-Fernsehsender mit Hauptsitz in Toronto, Ontario, Kanada. Der Sender wird von Hollywood Suite betrieben. Der Sender sendet ausschließlich in HDTV. Der Sender sendet schwerpunktmäßig Action/Drama und Abenteuerfilme. Es werden keine Werbeunterbrechungen während eines Films gesendet, der Sender beschränkt sich auf Werbung zwischen den Filmen. Neben Hollywood Storm haben auch noch weitere Schwestersender ihren Betrieb aufgenommen, darunter Hollywood Festival, MGM Channel und WarnerFilms.

## Geschichte
Am 2. Juli 2010 erhielt Jay Switzer, Mitbegründer von Hollywood Suite, insgesamt vier der Kategorie-2-Fernsehlizenzen durch die
Canadian Radio-television and Telecommunications Commission (CRTC). Der Sender nahm den Sendebetrieb nach mehrmaligen Verzögerungen am 23. November 2011 auf.

## Empfangbarkeit
Der Sender ist national über verschiedene Kabelnetzbetreiber wie BellTV, EastLink, SaskTel, MTS, Optik TV und IPTV empfangbar.